# Malaltia de Strumpell
La malaltia de Strumpell és la forma més habitual de paraplegia espàstica hereditària.
Rep el seu nom del neuròleg alemany Dr. Ernst Adolf Strumpell.
Els símptomes inicials són rigidesa i fatiga en els músculs de les cames, en un principi molt subtils i d'avanç escàs, però amb el pas del temps aquests símptomes s'agreugen i s'amplien, apareixen dificultats en la marxa i pèrdues d'equilibri, però a tot i això, és estrany veure en aquests pacients una incapacitat motora total. Es calcula que menys del 10% acaben necessitant cadira de rodes.

## Causes
És la forma més comuna (el 40%) dels casos de paraparèsia espàstica familiar d'origen autosòmic dominant (que al seu torn és la forma de transmissió més comuna (més del 50%) és deguda a la mutació del gen SPG4 (SPASTINA). Aquest descobriment és de l'any 2000 i es deu a la Dra. Jamil Hazan i al Dr. Jean Weisenbach de Généthon (França).
El 2001, el Dr. Jhon K. Fink, de la universitat de Michigan (EUA), va descobrir la relació de dos gens SPG3 (Atlastina) i SPG6 (NIPA1).